# 1965 год в музыке

## События
- 1 августа — первое исполнение песни Пола Маккартни «Yesterday»[1].
- Образована рок-группа Аргонавты
- Образована рок-группа Jefferson Airplane
- Образована рок-группа The Velvet Underground
- Образована рок-группа Scorpions
- Образована рок-группа The Doors
- Образована рок-группа Grateful Dead
- Образована рок-группа Big Brother and the Holding Company
- Образована рок-группа 13th Floor Elevators
- Образована рок-группа The Small Faces
- The Beatles выпускают свой второй фильм под названием Help!
- Образована рок-группа Pink Floyd
- Фридрих Гульда организовал международный конкурс молодых джазовых исполнителей[2].
- Алла Пугачёва в возрасте 16 лет записывает для программы «С добрым утром!» Всесоюзного радио свою первую песню «Робот» (муз. Л. Мерабова, сл. М. Танича) и отправляется на первые в своей жизни гастроли с Мосэстрадой в составе сборной эстрадной программы А. Лившица и А. Левенбука «Пиф-паф, или Сатирические выстрелы по промахам»[3].

## Выпущенные альбомы
См. также категорию музыкальных альбомов 1965 года.
- What's Bin Did and What's Bin Hid (Донован)
- The Beach Boys Today! (The Beach Boys)
- Summer Days (and Summer Nights!!) (The Beach Boys)
- Beach Boys' Party! (The Beach Boys)
- Help! (The Beatles)
- Rubber Soul (The Beatles)
- Mr. Tambourine Man (The Byrds)
- Non mi dir (Адриано Челентано)
- Turn! Turn! Turn! (The Byrds)
- Bringing It All Back Home (Боб Дилан)
- Highway 61 Revisited (Боб Дилан)
- How Sweet It Is to Be Loved By You (Марвин Гэй)
- A Tribute to the Great Nat "King" Cole (Марвин Гэй)
- My Generation (The Who)
- A Love Supreme (Джон Колтрейн)

## Лучшие песни года
- «Like a Rolling Stone» (Боб Дилан)
- «(I Can’t Get No) Satisfaction» (The Rolling Stones)
- «My Generation» (The Who)
- «Yesterday» (The Beatles)
- «In My Life» (The Beatles)
- «People Get Ready» (The Impressions)
- «Help!» (The Beatles)
- «The Tracks of My Tears» (Смоки Робинсон)
- «California Girls» (The Beach Boys)
- «I Got You (I Feel Good)» (Джеймс Браун)
- «Mr. Tambourine Man» (The Byrds, автор — Боб Дилан)
- «Norwegian Wood» (The Beatles)
- «My Girl» (The Temptations)
- «California Dreamin’» (The Mamas & The Papas)
- «Gloria» (Them)

## Продажи
- Самый продаваемый сингл в Великобритании — «Tears» (Кен Додд)
- Самый продаваемый сингл в США (Billboard Hot 100) — «Wooly Bully» (Sam the Sham and the Pharaohs)
- Самый продаваемый альбом в США (Billboard Top 200) — звуковая дорожка к фильму «Мэри Поппинс» (Джули Эндрюс и др.)
- Самый продаваемый альбом в Великобритании — звуковая дорожка к фильму «Звуки музыки» (Джули Эндрюс и др.)

## Награды
- «Грэмми» за альбом года — Фрэнк Синатра за «September of My Years»
- «Грэмми» за запись года — Херб Алперт за «A Taste of Honey»
- «Грэмми» за песню года — «The Shadow of Your Smile» (исполнитель — Тони Беннетт)

### Зал славы кантри
- Эрнест Табб[4]

## Родились
- 4 января

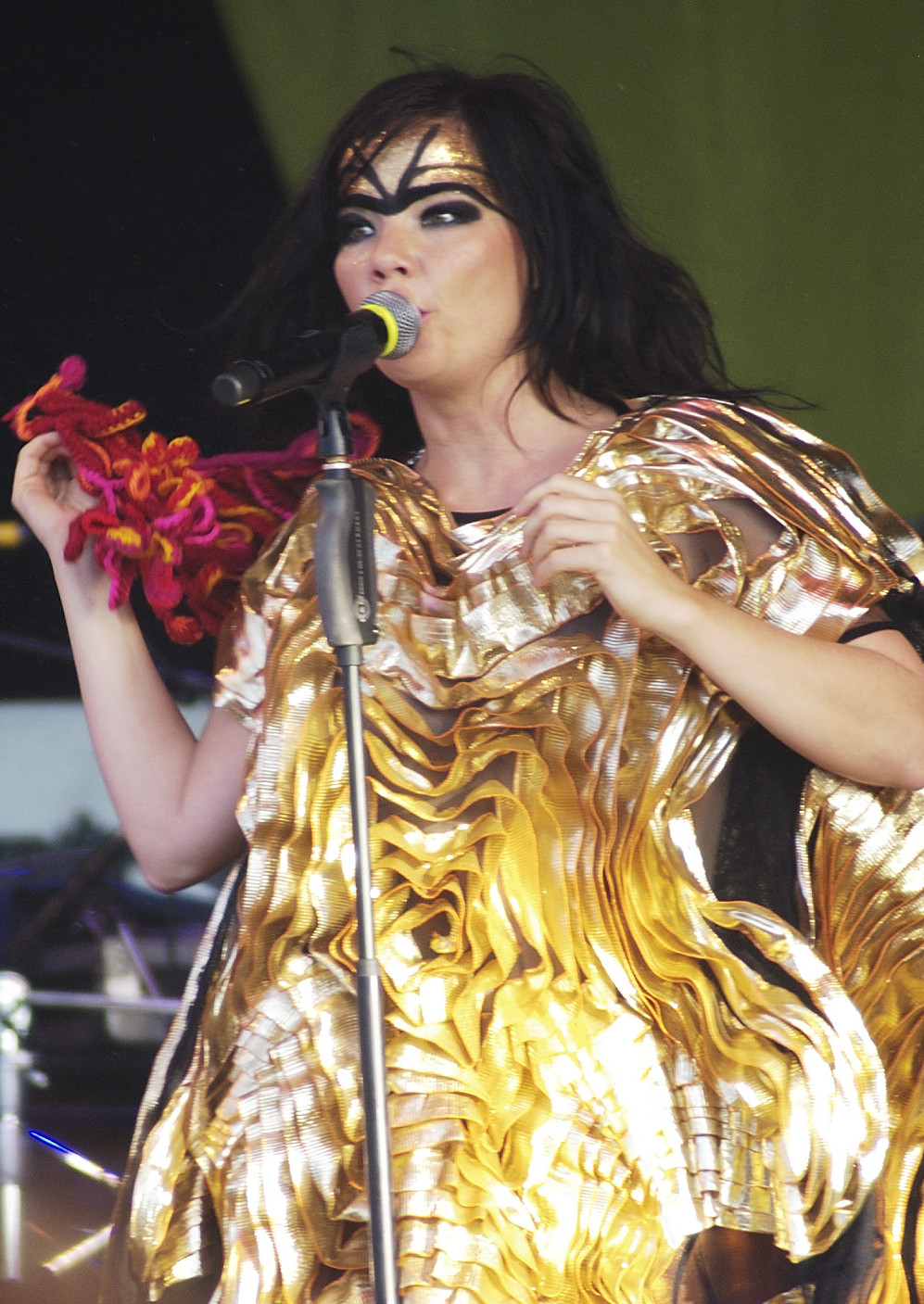
Бьорк

  - Бет Гиббонс — британская певица и автор песен, вокалистка группы Portishead
  - Александр Пономарёв (ум. 2020) — советский и российский гитарист, басист и автор песен
- 21 января — Джем Мастер Джей (ум. 2002) — американский рэпер, диджей и музыкальный продюсер, участник группы Run-D.M.C.
- 22 января — Стивен Адлер — американский музыкант, барабанщик Guns N’ Roses
- 23 января — Сергей Тупикин (ум. 2018) — советский и российский рок-музыкант, бас-гитарист группы «Сектор Газа»
- 4 февраля — Писит Пилика (ум. 1999) — камбоджийская балерина, актриса и певица
- 18 февраля — Доктор Дре — американский рэпер и продюсер, участник группы N.W.A
- 25 марта — Кирилл Покровский (ум. 2015) — советский и российский рок-музыкант и композитор, клавишник групп «Ария» и «Мастер»
- 11 апреля — Олег Молчан (ум. 2019) — советский и белорусский композитор, пианист и продюсер
- 16 апреля — State of Bengal (ум. 2015) — британский диджей и музыкальный продюсер пакистанского происхождения
- 16 мая — Крист Новоселич — американский музыкант, бас-гитарист группы Nirvana
- 17 мая — Трент Резнор — американский певец, музыкант, автор песен и продюсер, лидер группы Nine Inch Nails
- 27 мая — Александр Куликов (ум. 2016) — российский кинопродюсер, актёр, певец и композитор
- 16 июня — Юрий Ханон — советский и российский композитор, писатель и художник
- 21 июня — Саша Бритвич[хорв.] (ум. 2015) — хорватский дирижёр и музыкальный педагог
- 23 июля — Слэш — американский музыкант, гитарист группы Guns N’ Roses
- 28 августа  — Шанайя Твейн — канадская кантри и поп-певица
- 11 сентября — Моби — американский диджей, певец, композитор и мультиинструменталист
- 12 сентября — Алексей Свиридов (ум. 2002) — российский писатель-фантаст и автор-исполнитель
- 21 сентября — Владимир Ябчаник (ум. 2021) — российский певец, актёр мюзиклов и музыкальный педагог
- 28 сентября — Бернард Грин (ум. 2023) — американский певец и музыкант
- 30 сентября — Дарон Норвуд[англ.] (ум. 2015) — американский кантри-певец
- 20 ноября — Майкл «Mike D» Даймонд — американский рэпер, музыкант и автор песен, участник группы Beastie Boys
- 21 ноября — Бьорк — исландская певица, киноактриса, музыкант, композитор и автор песен
- 19 декабря — Олег Флянгольц (ум. 2021) — советский и российский кинорежиссёр, оператор и клипмейкер
- 30 декабря — Валентина Легкоступова (ум. 2020) — советская и российская эстрадная певица

## Скончались

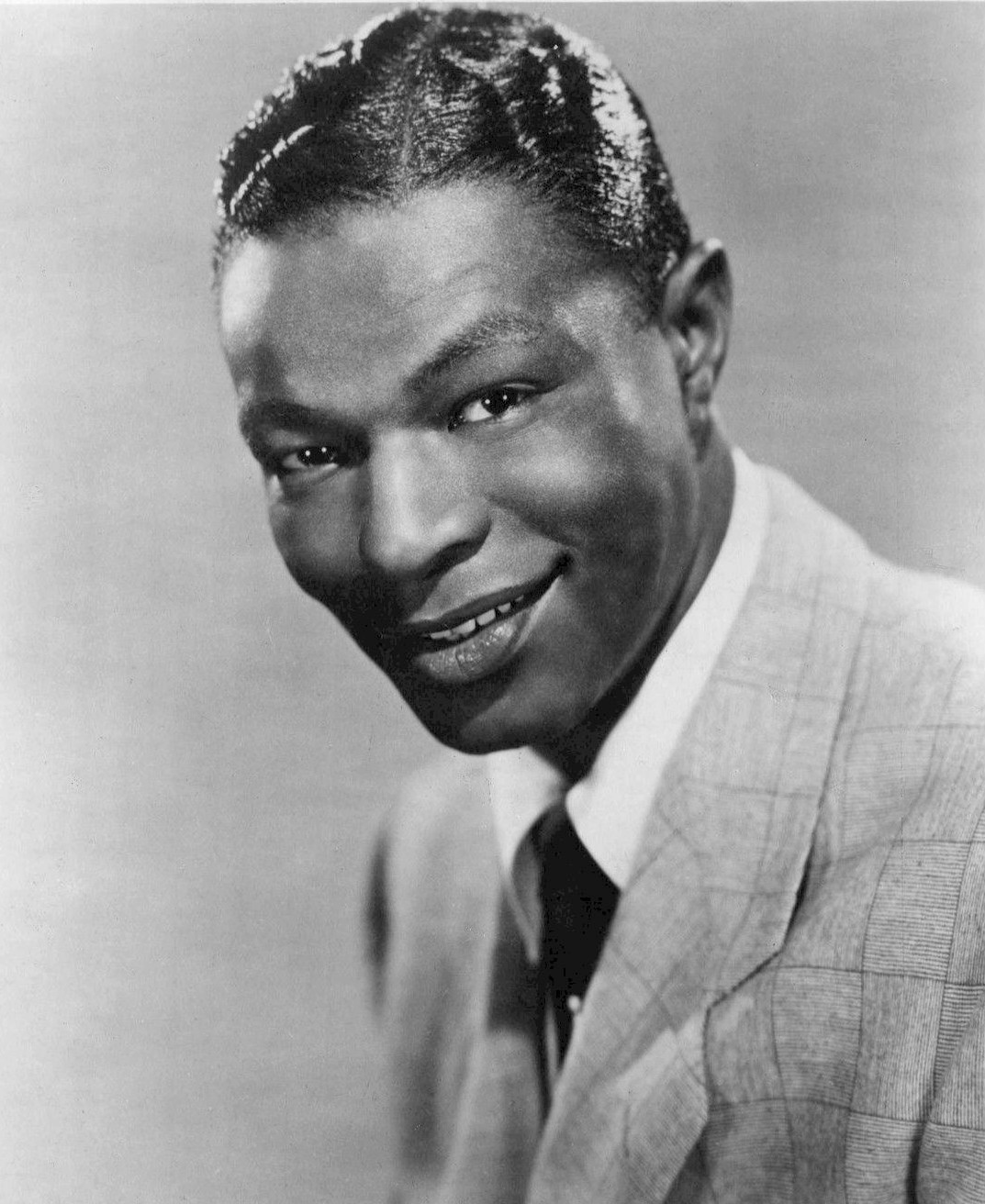
Нэт Кинг Коул

- 1 января — Хуан Баутиста Пласа Альфонсо (66) — венесуэльский композитор, органист и музыковед
- 20 января — Алан Фрид (43) — американский диск-жокей, популяризатор рок-н-ролла
- 15 февраля — Нэт Кинг Коул (45) — американский джазовый пианист и певец
- 22 марта — Гарри Тирни[англ.] (74) — американский композитор
- 29 марта — Златко Балокович (69) — хорватский и американский скрипач
- 2 апреля — Ренцо Босси (81) — итальянский композитор и дирижёр
- 26 апреля
  - Аарон Авшаломов (70) — китайский и американский композитор российского происхождения
  - Михаэль Бонен (77) — немецкий оперный певец (бас-баритон) и актёр
- 1 мая
  - Спайк Джонс (65) — американский комедийный музыкант и бэнд-лидер
  - Лео Шпис (65) — немецкий композитор и дирижёр
- 22 мая — Мария Бриан (78) — русская советская оперная певица (лирическое сопрано) и вокальный педагог
- 3 июня — Василий Аргамаков (81) — советский пианист, композитор и музыкальный педагог
- 14 июля — Спенсер Уильямс[англ.] (75) — американский композитор, пианист и певец
- 16 июля — Тед Снайдер[англ.] (83) — американский композитор, поэт-песенник и музыкальный издатель
- 16 сентября — Ан Иктхэ (58) — корейский композитор и дирижёр
- 19 октября — Джурахан Султанов (62) — узбекский советский актёр, певец и композитор
- 21 октября — Билл Блэк[англ.] (39) — американский музыкант, басист Элвиса Пресли
- 6 ноября — Кларенс Уильямс[англ.] (72) — американский джазовый пианист, композитор, певец, продюсер и издатель
- 21 ноября — Наум Блиндер (76) — русский и американский скрипач и музыкальный педагог